# Veïnat d'en Joan Pere
El Veïnat d'en Joan Pere és un veïnat del terme comunal de Queixàs, a la comarca del Rosselló, de la Catalunya del Nord.
Està situat en el sector central de la meitat meridional del terme comunal al qual pertany, al sud-est del poble dispers de Queixàs i del Veïnat de l'Escola, on hi ha la Casa del Comú. La carretera D - 2 passa just a ponent d'aquest veïnat, a ran de les cases més occidentals del veïnat.